# Matt Busby
Sir Alexander Matthew Busby, mais conhecido por Matt Busby, CBE, (vilarejo de Orbiston, Belshill, Escócia, 26 de maio de 1909 — Cheadle, Grande Manchester, Inglaterra, 20 de janeiro de 1994) foi um treinador e jogador de futebol escocês.
Consagrou-se como treinador da primeira era de ouro do Manchester United, então clube médio que ajudou a levar ao primeiro escalão do futebol não só inglês, mas também europeu.
Como jogador, defendera apenas dois clubes, ironicamente os dois que desenvolveriam grande rivalidade com o time do qual tornou-se ícone: Manchester City e Liverpool.

## Biografia

### Infância e juventude
Quando nasceu Alexander Mattew Busby, em 1909, sua mãe, Nellie, disse que havia chegado um jogador de futebol. A intuição materna provaria, anos depois, que não estava errada. O garoto cresceu na pequena vila escocesa de Orbiston, em Bellshill. Logo aos seis anos perdeu o pai, Alexander, mineiro que morreu defendendo o Reino Unido na Primeira Guerra Mundial. 
Apesar da inteligência acima da média na escola, Busby teve que suar desde cedo para ajudar a mãe e as três irmãs, que viviam em um casebre de dois cômodos. Aos 16 anos, seguia os passos do pai e trabalhava em uma mina. No entanto, desde já, sonhava em seguir a carreira no futebol. Mesmo passando boa parte do dia na mina, Matt ainda conseguia atuar pelas equipes menores do Alpine Ville, com o qual ganhou o Campeonato Escocês Sub-18. Depois, assinou com o Denny Hibs, até ser cobiçado pelos grandes clubes do país. Primeiro, Busby fez um teste no Rangers, que o dispensou após descobrir que o garoto era católico fervoroso. O Celtic, por sua vez, sabendo que o atleta tinha passado pelos rivais antes, também não o quis. Quem acabou se dando melhor foi o Manchester City, com o qual firmou vínculo no início de 1928. 

### Como jogador
Em 1927, saiu das minas para tentar vencer no futebol e logo tem seu primeiro sucesso: vence o campeonato escocês sub-18 com o time do Alpine Villa.
Busby logo atrai olhares dos rivais de Glasgow, Celtic e Rangers, os grandes do futebol escocês. Por ser católico, era certo de que não jogaria no Rangers, que só aceitava protestantes. Mas não é no Celtic, alinhado aos católicos, que ele se profissionaliza no futebol: em 11 de janeiro de 1928, ainda com 17 anos, é trazido à Inglaterra pelo Manchester City, que acabara de vencer a segunda divisão inglesa. Estrearia no time principal dos Citizens em novembro do ano seguinte.
Ficaria oito anos no time, fazendo relativo sucesso, sendo elogiado pela perfeição de seu passe e pela visão de jogo. Vence a FA Cup de 1934. No ano anterior, em que fora vice do mesmo torneio, faz sua única partida oficial pela Escócia. Em 1936, é vendido por 8 mil libras ao Liverpool, mas não se dá bem. Logo na primeira temporada no novo time, sua ex-equipe do City consegue ser campeã inglesa pela primeira vez, ao passo que os Reds ficam apenas em 18º.
Na temporada seguinte, a de 1937/38, o time não é muito melhor, terminando em 11º. Na de 1938/39, o campeão é o rival Everton. Busby pararia de jogar oficialmente ali, alistando-se no Regimento Real de Liverpool com o estouro da Segunda Guerra Mundial. Durante a guerra, jogaria algumas partidas amistosas por outras equipes e outras não-oficias pela Seleção Escocesa.

### Construindo o legado
Ainda na guerra, Matt Busby teve as suas primeiras experiências como técnico. O escocês chegou a comandar equipes de futebol do exército, até ser convidado a assumir um cargo de assistente no Liverpool. Divergências sobre métodos de trabalho, porém, impediram a passagem de Busby pelo banco dos Reds. Não demorou muito até que achasse outro emprego. Acumulando décadas de futebol de baixa qualidade e com dois títulos conquistados no longínquo início do século, o Manchester United planejava reconstituir sua estrutura no pós-guerra. Enquanto ainda estava nos combates, Busby recebeu uma carta de Louis Rocca, dirigente dos Red Devils com quem já tinha amizade. No conteúdo, Rocca falava, de forma vaga, sobre um “trabalho” no United. A assinatura do contrato aconteceu em fevereiro de 1945. Matt Busby foi bastante específico sobre o que queria fazer no clube. Almejava estar envolvido em treinos e nos jogos, além de realizar compras e vendar de jogadores sem nenhuma interferência dos cartolas. O que hoje é comum para qualquer “manager” inglês, na época, extrapolava as funções de um técnico para a época. A revolução em seu método começava ali. Além, Busby convenceu os Red Devils a ampliarem o vínculo inicial de três para cinco anos, tempo que, segundo ele, seria necessário para colher os primeiros resultados de suas inovações. O treinador só viria a assumir o cargo em outubro daquele ano. Nesse espaço de tempo, conheceu Jimmy Murphy, a quem convidaria para ser seu assistente em Manchester. 

### A primeira geração de sucesso
Quando Matt Busby assumiu o comando do Manchester United, o clube não podia nem mesmo mandar os jogos em seu próprio estádio. O Old Trafford havia sido bombardeado durante a segunda guerra e, por quase quatro anos, os Red Devils tiveram que jogar em Maine Road, casa do City. De qualquer forma, os resultados consistentes começaram a aparecer já na primeira temporada, quando a equipe acabou na segunda posição do Campeonato Inglês. Em campo, Busby contava com a presença de jogadores que estavam em Old Trafford desde o pré-guerra, como Jack Rowley, Stan Pearson e Johnny Carey, além de contratações pontuais, como a de John Aston. 
Com a mesma base, Busby levantou o seu primeiro caneco em sua segunda temporada, quebrando um jejum de 37 anos sem títulos do United. O clube, que mais uma vez ficou em segundo na liga inglesa, faturou a FA Cup de 1948 vencendo o Blackpool de Stanley Matthews na decisão. Também naquela temporada, comandando a seleção da Grã-Bretanha, o treinador levou o país à quarta colocação na disputa do futebol nos Jogos Olímpicos de Londres. A boa sequência no Campeonato Inglês, por fim, seria coroada com o título na temporada de 1951-52, depois de quatro vice-campeonatos e de uma quarta colocação. O clube manteve quatro pontos de vantagem sobre Tottenham e Arsenal para chegar ao seu terceiro título nacional, reconquistado após 41 anos. Na última rodada, a goleada de 6 a 1 sobre os Gunners comprovou a supremacia de um clube que permaneceria hegemônico nas décadas seguintes. 

## Como treinador

### Busby Babes
Com o fim da guerra, recebe convite para treinar o Manchester United. O time, que havia tido sucesso efêmero no início do século, quando foi bicampeão inglês em 1907 e 1911 e campeão da FA Cup em 1908, tinha como título restante de relevância apenas a segunda divisão de 1936. A mudança é imediata: na temporada de 1946/47, que marcava o retorno da disputa do campeonato inglês (paralisado durante a guerra), o United é vice-campeão, com apenas um ponto de diferença para o vencedor, o Liverpool. Novo vice vem na temporada seguinte, em que o time conquista sua segunda FA Cup. Um terceiro vice consecutivo vem na edição posterior, bem como outro em 1951.
Na temporada 1951/52, o título finalmente vem. Entretanto, nas três seguintes o clube consegue no máximo um quarto lugar, na de 1953/54. Uma geração jovem comandada pelo técnico, então, assombra o cenário nacional ao ser campeã em 1955/56. Com média de idade de 22 anos, o elenco credencia-se a ser o primeiro representante da Inglaterra a disputar a recém-criada Copa dos Campeões da UEFA, na temporada seguinte (o torneio fora criado para a temporada 1955/56, mas não contou com o campeão inglês de então, o Chelsea), em que os chamados Busby Babes foram bicampeões ingleses. No torneio europeu, só pararam nas semifinais, eliminados pelo Real Madrid de Alfredo di Stéfano, que seria o campeão.

### Sobrevivendo a Munique
Com o bicampeonato, o United classifica-se pelo segundo ano seguido para representar a Inglaterra na Copa dos Campeões. Disputando simultanemante o campeonato nacional com o europeu, o time tem de fretar um avião.Nas quartas-de-final, os mancunianos pegam os iugoslavos do Estrela Vermelha, vencendo o jogo de ida, em Old Trafford, por 2 x 1. A vaga nas semifinais é conquistada com um empate em 3 x 3 no jogo de volta, em Belgrado.
Na viagem de volta à Inglaterra, em 6 de fevereiro de 1958, o Airspeed Ambassador em que o time estava faz escala em Munique, na Alemanha Ocidental. Tenta decolar duas vezes, mas os motores falham. Na terceira, a decolagem consegue ser feita, mas a aeronave desaba logo adiante, sobre a cerca do aeroporto, desintegrando-se em uma casa desabitada. Oito jogadores da equipe para a qual era prevista um futuro brilhante   morrem no acidente. Quatro deles, Roger Byrne, David Pegg, Tommy Taylor e o celebrado Duncan Edwards, já haviam chegado à Seleção Inglesa; Liam Whelan, à Irlandesa.
O acidente também mata um ex-colega de Busby no Manchester City, o ex-goleiro Frank Swift, então jornalista do News of the World, além de outros sete jornalistas, três membros da comissão técnica e outros dois passageiros, e obriga dois jogadores a ter de encerrar as carreiras: Johnny Berry, também da Seleção Inglesa e um dos poucos veteranos do time, e Jackie Blanchflower, da Seleção Norte-Irlandesa. Busby é um dos mais feridos no acidente, chegando a receber a extrema unção duas vezes, mas consegue obter alta do hospital em dois meses.
Em frangalhos, o time é comandado interinamente por Jimmy Murphy, que Busby conhecera na Segunda Guerra. A equipe, já contando também com outros sobreviventes, como Bobby Charlton, Harry Gregg (que iriam à Copa do Mundo na Suécia por Inglaterra e Irlanda do Norte, respectivamente), Bill Foulkes e Dennis Viollet, consegue chegar à final da FA Cup, perdida para o Bolton Wanderers. Paralelamente, cai nas semifinais do torneio europeu, para a equipe italiana do Milan. Murphy, que era assistente de Busby, não estava com a comissão técnica no fatal voo de volta por compromisso com a Seleção Galesa, a quem conseguira a classificação para a Copa do Mundo no dia anterior à tragédia, na repescagem contra Israel.

### Reconstruindo o United
Um novo United é montado, e consegue ser vice-campeão inglês logo na temporada 1958/59. Busby cria uma base, com alguns dos sobreviventes, que consegue seu primeiro título após o acidente, em 1963, com a conquista da FA Cup. Naquela temporada, seu conterrâneo Denis Law (a quem oferecera a primeira convocação para a Seleção Escocesa no breve tempo em que treinou seu país, no segundo semestre de 1958, após a Copa), chegaria ao clube, onde seria ídolo. Um ano antes, chegara aquele que seria o ídolo máximo dentre os jogadores, vindo da Irlanda do Norte: George Best. Outras peças-chave como Nobby Stiles e Brian Kidd também chegam no período.
O time volta a ficar perto do título inglês em 1964, quando fica em segundo. Na edição seguinte, o clube é campeão em disputa acirrada com o Leeds United, com o qual termina em igual número de pontos, vitórias, empates e derrotas: a conquista é decidida no goal average. Voltando a disputar a Copa dos Campeões na temporada 1965/66, o time novamente para nas semifinais, desta vez para o Partizan, após ter passado pelo Benfica de Eusébio com um 5 x 1 em pleno Estádio da Luz. Não tendo priorizado o campeonato inglês, nele o United termina apenas em quarto.
O título inglês volta a Old Trafford em 1967. Em 1968, é perdido para o rival Manchester City, mas ao fim daquela temporada o clube enfim vence a Copa dos Campeões, em novo confronto contra o Benfica, em Wembley. O United torna-se o primeiro time inglês campeão do torneio. Após a conquista histórica, Busby recebe o título de Sir. Na ressaca da conquista, o time fica perde a Copa Intercontinental para os argentinos do Estudiantes La Plata, apenas em 11º na liga inglesa e Busby decide retirar-se do cargo de técnico, onde ficara por 24 anos, tornando-se diretor do clube. Voltou brevemente em dezembro do ano seguinte a treinar o United, saindo definitivamente ao fim da temporada 1970/71.

## Pós-técnico
Coincidência ou não, sem Busby na comissão técnica o United amargaria um período de decadência que teve seu pior momento ao fim da temporada de 1973/74, quando, sem também as estrelas Bobby Charlton, George Best, Denis Law e outras peças-chaves do time na década anterior, como Bill Foulkes e Nobby Stiles, foi rebaixado.
Após onze anos na diretoria, onde os únicos títulos do United foram a FA Cup e a FA Community Shield em 1977 (além da segunda divisão inglesa em 1975), Busby tornou-se presidenteem 1982. A equipe angariou alguma força, vencendo três FA Cups na década, em 1983, 1985 e 1990, esta última já com seu conterrâneo Alex Ferguson como treinador. Mas quem domina o cenário nacional na época são Liverpool (desde a década anterior a força maior, com quem o clube passa a desenvolver grande rivalidade) e Everton.

## Morte e legado
Busby faleceu em 1994, vítima de leucemia, imortalizado na história do clube ao qual ajudou a imortalizar; em uma rua de Manchester que leva seu nome e sua estátua;e bem como em uma canção dos Beatles. Gravado em janeiro de 1969, meses após o ápice da consagração de Busby como técnico do United, o álbum Let It Be o cita na faixa "Dig It", em que John Lennon canta em meio aos parcos 50 segundos da música: "Like a rolling stone/Like the FBI and the CIA/And the BBC…BB King/And Doris Day/Matt Busby/Dig it, dig it, dig it…".
Desde 1988 o melhor jogador da temporada do Manchester United é prêmiado com o Prêmio Jogador do Ano Sir Matt Busby. O vencedor recebe um troféu com a imagem de Sir Matt Busby, idêntica a que existe em Old Trafford.

## Títulos

### Como jogador
Manchester City
- Copa da Inglaterra: 1933–34

### Como treinador
Manchester United
- Copa dos Campeões da UEFA: 1967–68
- Campeonato Inglês: 1951–52, 1955–56, 1956–57, 1964–65, 1966–67
- Copa da Inglaterra: 1947–48, 1962–63
- Supercopa da Inglaterra: 1952, 1956, 1957, 1965, 1967

### Prêmios Individuais
- Hall da Fama do Futebol Inglês: 2002
- 7º Maior Treinador de Todos os Tempos da ESPN: 2013[4]
- 11º Maior Treinador de Todos os Tempos da France Football: 2019[5][6][7]
- 36º Maior Treinador de Todos os Tempos da World Soccer: 2013[8][9]